# Carrara (musicien)
Pour les articles homonymes, voir Carrara.
Alberto Carrara (né en 1958), plus connu sous les noms de Carrara et King Carrara, est un chanteur, compositeur, arrangeur, producteur et disc jockey italien. Il a vendu plus de trois millions de disques. Dans les années 1990, il a commencé une activité de producteur avec le label Discomagic Records.

## Biographie
Né à Bergame, Carrara a commencé sa carrière de disc jockey à 15 ans,. Musicien autodidacte, il obtient son premier succès en 1983, Disco King. Un an plus tard, il obtient son principal succès, Shine on Dance, qui remporte le Festivalbar en 1984,.

## Discographie

### Singles
| 1983 | Disco King                    | — | —  | 39 | —  |
| 1984 | Shine on Dance                | 6 | 14 | 13 | 19 |
| 1985 | Ghibli                        | — | —  | —  | —  |
| 1985 | Welcome to the Sunshine       | — | —  | 23 | —  |
| 1985 | Follow Me                     | — | —  | —  | —  |
| 1986 | S.O.S. Bandido                | — | —  | 22 | —  |
| 1987 | Baby Dancer                   | — | —  | —  | —  |
| 1992 | You Get Me Down (feat. Leyla) | — | —  | —  | —  |